# His Rise and Tumble
Pour plus de détails, voir Fiche technique et Distribution.
His Rise and Tumble est un film américain réalisé par Harry McCoy, sorti en 1917.

## Fiche technique
- Titre original : His Rise and Tumble
- Réalisation : Harry McCoy
- Assistant réalisateur : Ray Grey
- Production : Mack Sennett
- Société de production : Keystone
- Société de distribution : Keystone
- Pays d'origine :  États-Unis
- Langue originale : anglais
- Format : noir et blanc — 35 mm — 1,37:1 — Film muet
- Genre : Comédie
- Durée : une bobine
- Date de sortie :
  - États-Unis : 18 mars 1917
- Licence : Domaine public

## Distribution
- Harry McCoy
- Vivian Edwards
- Leigh Smith
- Billy Gilbert
- Patrick Kelly
- Ray Grey